# Galeana kommun, Chihuahua
Galeana är en kommun i Mexiko.   Den ligger i delstaten Chihuahua, i den nordvästra delen av landet, 1 500 km nordväst om huvudstaden Mexico City.
Följande samhällen finns i Galeana:
- Hermenegildo Galeana
- La Angostura